# Kaplica Wszystkich Świętych w Norymberdze
Kaplica Wszystkich Świętych – gotycka kaplica znajdująca się w Norymberdze. Ufundowana przez Mateusza Landauera. Do celów liturgicznych w tej kaplicy powstał ołtarz Landauera, wspólne dzieło Albrechta Dürera i Wita Stwosza.

## Źródła
- Mathias König: Die Allerheiligenkapelle des Landauer'schen Zwölfbrüderhauses in Nürnberg. Ein Beispiel bürgerlicher Stiftungen an der Schwelle zur Neuzeit.(Magisterarbeit Bamberg 2007, bei Großmann)